# Enzymfeldeffekttransistor
Ein Enzymfeldeffekttransistor (englisch enzyme field-effect transistor, ENFET), auch enzymatisch aktiver Feldeffekttransistor genannt, ist ein spezieller chemisch sensitiver Feldeffekttransistor (ChemFET).
Er funktioniert ähnlich wie ein ionensensitiver Feldeffekttransistor (ISFET), hat als Gate jedoch eine Gel- oder Polymerschicht mit immobilisiertem Enzym für den selektiven Nachweis von meist biologischen Substanzen (z. B. Fettsäuren, Glucose, Harnstoff, Penicillin, Pestiziden etc.) in Flüssigkeiten. Das Enzym wirkt wie ein selektiver Katalysator, wobei in einer chemischen Reaktion mit dem Analyt z. B. eine pH-Wert-Änderung stattfindet, die ein Maß für die Konzentration des Analyts ist. Der ENFET zählt zu den Biosensoren.